# Перевага Борна (фільм)
«Перевага Борна» (англ. The Bourne Supremacy) — художній фільм 2004 року. Сценарій фільму написаний за мотивами однойменної книги Роберта Ладлама. Фільм є продовженням кінострічки «Ідентифікація Борна», другим з фільмів про Джейсона Борна, колишнього співробітника ЦРУ, професійного вбивця, який втратив пам'ять. У 2007 році вийшла третя частина історії — «Ультиматум Борна». Четвертий фільм — «Спадок Борна» вийшов у 2012 році, п'ятий — «Джейсон Борн» — у 2016-му.

## Сюжет
З часу подій, описаних у першому фільмі — «Ідентифікація Борна», минуло майже три роки. Джейсон Борн зі своєю подругою з першого фільму Марією живуть у штаті Гоа в Індії. Борна переслідують спогади про вбивство в берлінському готелі.
Тим часом у Берліні проходить операція ЦРУ. Памела Ленді хоче отримати за 3 мільйони доларів так звані «файли Неського» — документи, які повинні пролити світло на крадіжку 20 мільйонів доларів з ЦРУ, вчинену на декілька років раніше. Але операція провалюється. Кілер Кирило вбиває агента і «купця» і викрадає документи з грошима, щоб передати їх російському олігархові Юрієві Греткову, на якого він працює. При цьому на вибуховому пристрої, який пошкодив силовий кабель в готелі, він спеціально залишає відбитки пальців Борна.
Потім, прибувши до Гоа, Кирило намагається вбити Борна. Борн «вираховує» чужинця, і йому вдається втекти, але при цьому від руки Кирила (постріл зі снайперської гвинтівки) гине Марія. Кирило впевнений, що вбив Борна, тобто виконав замовлення. Борн їде до Неаполя, щоб з'ясувати, чому ЦРУ знову його переслідує.
Ленді виявляє, що відбитки пальців на вибуховому пристрої збігаються з відбитками одного з агентів проекту «Тредстоун». Керівник проекту Вард Ебботт розповідає, що російський політик Володимир Неський повинен був оголосити викрадача 20 мільйонів доларів, коли був убитий разом із дружиною в берлінському готелі. Ленді і Ебот їдуть до Берліна.
Після прибуття до Неаполя Борна затримують. Під час допиту співробітником посольства США, Борн нападає на нього, копіює його SIM-карту і, підслухавши розмову співробітника з Ленді, дізнається, що та хоче знайти Борна і що він підозрюється у декількох вбивствах. У Мюнхені Борн знаходить колишнього агента проекту «Тредстоун» Ярду. Ярда повідомляє, що проект закритий. Після розпочатої боротьби Борн змушений вбити Ярду.
До Берліна Ленді і Ебботт привозять Нікі Парсонс, яка в проекті «Тредстоун» відповідала за здоров'я агентів. Борн стежить за Ленді, він впевнений, що це вона організувала замах в Гоа. Виторгувавши у ЦРУ зустріч з Нікі, він розпитує її про вбивства в берлінському готелі «Брекер». Нікі каже, що перша операція Борна була в Женеві, і вона нічого не знає про вбивство в Берліні. Ленді через систему підслуховування чує цю розмову і починає думати, що Борн невинний.
Після візиту до готелю «Брекер» Борн згадує свою місію — це він убив подружжя Неських. Борн приходить до Ебота, який зізнається, що він разом з Гретковим причетний до викрадення грошей. Замах в Гоа теж організований ним. Борн записує його зізнання на диктофон, щоб передати запис Ленді. Коли Ленді приходить в номер до Ебота, той стріляє собі в голову.
Борн вирушає до Москви, щоб знайти доньку подружжя Неських. Кирило переслідує Борна і гине під час автомобільної погоні. Юрія Греткова заарештовують. Борн добирається до квартири, де живе донька Неських, і розповідає їй всю правду про смерть батьків і після цього йде.
Через деякий час Борн телефонує Ленді до Нью-Йорка. Вона дякує йому за запис і повідомляє йому його справжнє ім'я.

## Ролі виконують
- Метт Деймон — Джейсон Борн (насправді Девід Веб)
- Франка Потенте — Марія Олена Кройц
- Браян Кокс — Вард Ебот
- Джулія Стайлз — Ніколет Парсонс
- Карл Урбан — Кирило
- Габріель Манн — Денні Зорн
- Джоан Аллен — Памела Ленді
- Мартон Чокаш — Джаржа
- Мішель Монаган — Кім
- Оксана Акіньшина — Ірина

## Цікаві факти
- Сцена погоні по московських вулицях отримала в 2005 році світову премію в галузі трюків «Таурус» (Taurus World Stunt Awards) у номінації «Найкраща робота з транспортним засобом» (Best Work with a Vehicle). Для того, щоб відзняти сцену, були використані шість автомобілів «Волга» ГАЗ-3110.
- Сцену приїзду Борна до Москви знімали на Київському вокзалі, хоча поїзди з Берліна приходять на Білоруський вокзал.

## Нагороди
Британські газети Times і Telegraph у 2009 році склали списки 100 найкращих фільмів, що вийшли у XXI сторіччі. Друге місце в списку Times завоювали «Перевага Борна» (21 місце у Telegraph) і «Ультиматум Борна» (немає у Telegraph).
- 2005 Премія «Імперія» (Велика Британія):
  - за найкращий фільм
  - як найкращий актор у фільмі «Перевага Борна» — Метт Деймон

- 2005 Премія Американського товариства композиторів, авторів і видавців ( American Society of Composers, Authors and Publishers[en], ASCAP):
  - за Найкращу звукову доріжку — Джон Павелл

- 2005 «Таурус» світова премія в галузі трюків[en]
  - найкращому координаторові трюків — Ден Бредлі
  - за найкращу роботу з автомобілем — Мартин Іванов, Дарін Прескот, Кріс Охара, Скот Роджерс, Віктор Іванов, Кевін Скот, Грем Келлі